# Willys MB
La Willys MB, plus connue sous son surnom de « Jeep », est un véhicule tout-terrain léger conçu en 1940 et sorti d'usine en 1941 sur un cahier des charges de l'armée américaine.
La Willys MB est presque identique à la Ford GPW et a été fabriquée de l'année 1941 jusqu'à l'année 1945. Elle est considérée comme un des emblèmes de la Seconde Guerre mondiale. Après-guerre, la Willys MB a évolué en Jeep CJ, « CJ » pour une abréviation de « Civilian Jeep » (« Jeep civile » en français), et a été reconnue comme un symbole de la seconde guerre mondiale.  

## Histoire

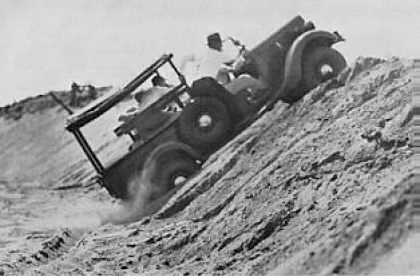
Ford Marmon-Herrington, 1/2 tonne, parfois appelé le "Grand-père de la jeep".

Second 4 × 4 de l'histoire après le kurogane type 95 japonais (sans oublier le 4 × 4 français Laffly V15 sorti  en 1938 pour l'armée), le véhicule Jeep Willys MB, emblème de liberté, a donné naissance à toute la lignée des véhicules "tout terrain" d'aujourd'hui.

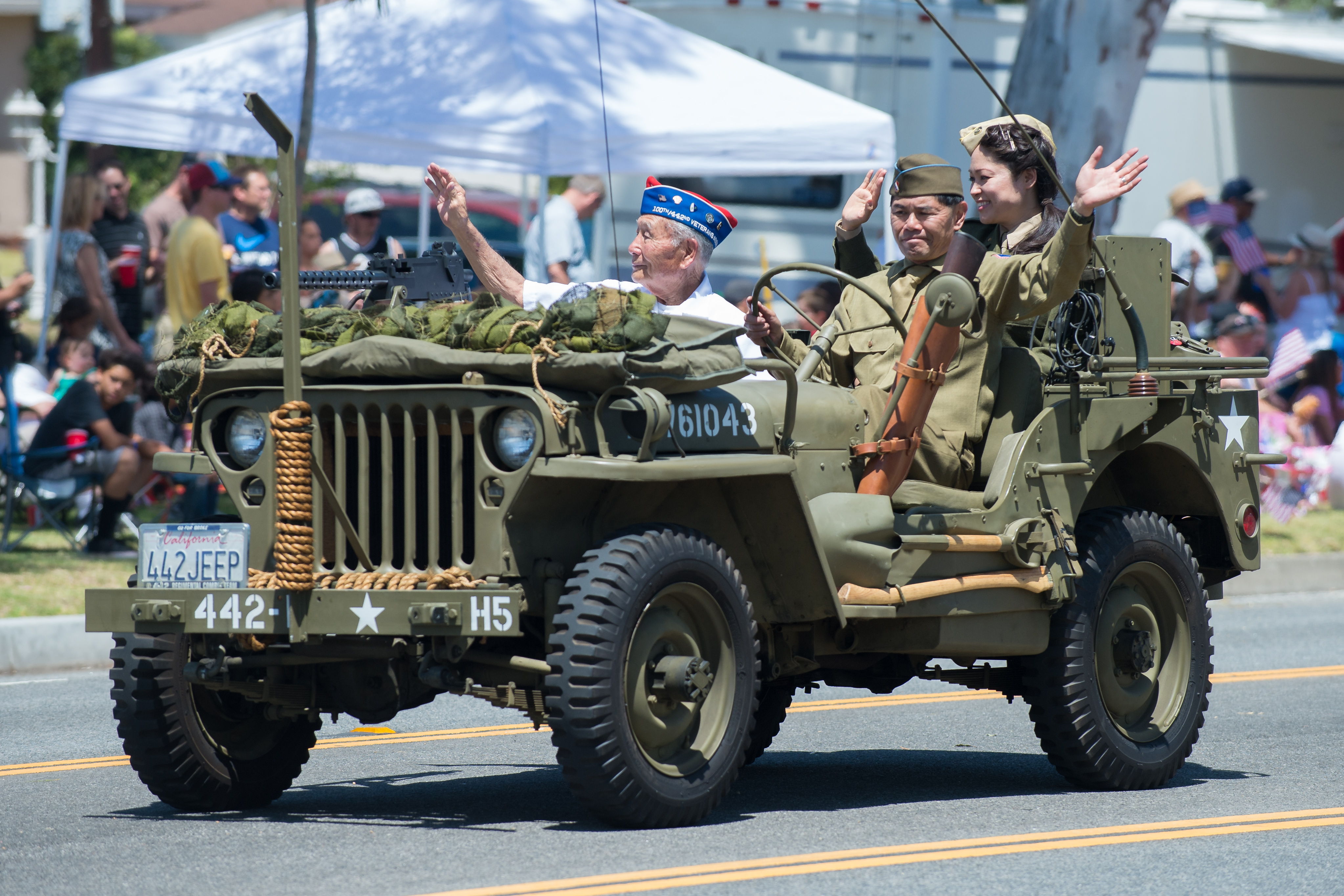
Durant la Seconde Guerre mondiale, la Jeep Willys peut être équipée à l'avant du pare-chocs d'un « coupe-barbelés » qui cisaille les câbles en acier tendus entre les arbres des haies et des routes pour décapiter le conducteur et ses passagers.

Même si on avait assisté à une mécanisation à grande échelle des forces militaires durant la Première Guerre mondiale, conflit pendant lequel l'armée américaine avait déjà utilisé des camions 4 × 4 fournis par la Four Wheel Drive Auto Co. (en) (comme le FWD Model B), le département de la Guerre, à l'aube de la Seconde Guerre mondiale, cherche encore un véhicule de reconnaissance léger pouvant circuler à travers champs.
Alors que des tensions s'installent partout dans le monde à la fin des années 1930, l'armée américaine appelle les constructeurs à faire des propositions pour remplacer ses véhicules légers déjà en service mais vieillissants, la plupart sont des motos et side-cars, mais il y a aussi des Ford T. Plusieurs prototypes sont alors présentés aux officiels de l'armée, comme des 4 × 4 Ford Marmon-Herrington en 1937, des Roadsters Austin d'American Austin Car Company en 1938. Mais un cahier des charges ne sera présenté à 135 entreprises de l'automobile que le 11 juillet 1940 sous la référence TM 9-803, lequel précise les besoins pour un « [...] véhicule à usage général pouvant servir au transport de personnel ou de marchandises, adaptable pour la reconnaissance et le commandement, à quatre roues motrices et pouvant porter 1/4 de tonne US [227 kg]. »
Après la construction d'un premier modèle (le modèle A), c'est finalement le modèle B qui est fabriqué à grande échelle, d'où l'acronyme MB (Military Model B).

## Les origines du mot "jeep"
Plusieurs explications sont avancées quant à l'origine du nom "Jeep", qui se prononce "djiyp" en anglais.
Il est traditionnellement admis que ce nom fait référence au projet initial proposé par American Austin Car Company puis finalement développé par la Ford Motor Company sous le nom de code de "Ford GP-W". "GP" signifierait soit "General Purpose (Usage Général ou "voiture à tout faire"), soit "Government Purposes" ("Usage Gouvernemental"). Le mot "jeep" pourrait donc venir de cet acronyme "GP", prononcé en anglais "djipi". Cette étymologie, que l'on retrouve dans tous les dictionnaires français, est pourtant controversée, R. Lee Ermey, dans sa série télévisée Mail Call, précise que le véhicule a été conçu pour des usages très particuliers, et non généraux (General Purpose), et que par ailleurs, les GI conducteurs du véhicule, à l'origine du surnom, n'avaient sans doute pas eu connaissance de cette dénomination officielle de GP-W donnée dans les bureaux d'étude. Ermey et d'autres avancent que le nom de jeep provient d'une bande dessinée des années 1930, Popeye d'E.C. Segar, où apparaît en mars 1936 un animal imaginaire du nom d'Eugene the jeep (appelé Pilou-Pilou en français). "Jeep" est alors une onomatopée habituellement utilisée par les dessinateurs pour imiter le cri d'un oisillon. Habile et possédant des facultés extraordinaires, ce petit animal de la jungle est capable de se sortir de situations difficiles. Ce surnom de "jeep" serait alors attribué au véhicule en raison de ses caractéristiques exceptionnelles.
Par ailleurs, le major E.P. Hogan, qui écrivit dès mars 1941 sur la Jeep pour la revue militaire Quartermaster Review, indique que le mot « jeep » désignait déjà pour les mécanos, lors de la Première Guerre mondiale, tout nouvel engin motorisé reçu pour évaluation. Aussi, dans les années 1930 et au tout début des années 1940, on rencontre plusieurs fois ce mot "jeep", notamment dans la presse. Il peut alors désigner une personne inexpérimentée, voire idiote, une recrue ou un novice, un gadget technologique ou un véhicule militaire.
L'acronyme "Just Enough Essential Parts" ("Juste Assez de Pièces Essentielles") est une autre explication possible. La première série de ces véhicules a été conçue pour être la plus simple et la moins chère possible : la voiture était minimaliste, sans aucun confort, et bâtie pour une courte durée de service. Toutefois, cet acronyme a tout aussi bien pu être donné à l'usage, par les GI, après les premières apparitions sur le terrain d'un véhicule déjà appelé "jeep".
La marque "Jeep" a été déposée en juin 1950 par Willys-Overland.

## L'équipement
En version standard, ce petit véhicule embarquait une mitrailleuse et deux fusils mitrailleurs. Il recevait aussi une radio, attribut essentiel de ses missions de reconnaissance et de commandement. À l'usage, les militaires, séduits par son endurance, n'hésitèrent pas à transformer leur Jeep en fonction des besoins et des circonstances.

## Le symbole
Le 5 août 1942, le War Department ordonne que l'étoile blanche à cinq pointes soit le symbole national ornant tous les véhicules affectés aux unités tactiques des États-Unis. Ce marquage doit être peint sur les surfaces horizontales pour ne pas essuyer le feu ami. Il est habituellement utilisé sur le capot moteur et le toit de la cabine des véhicules à roues, sur le dessus de la tourelle et la plage arrière des blindés. Il est parfois rajouté sur des surfaces verticales (portes, flancs).
À la demande des aviateurs, le SHAEF prescrit en juillet 1943 le couple cercle blanc et étoile peints sur le capot moteur pour toutes les troupes opérant en Afrique du Nord, car, vue d'une certaine hauteur, l'étoile seule pouvait être confondue avec la croix blanche utilisée sur certains véhicules allemands. Ce marquage est aussi adopté en Méditerranée, puis sur le théâtre d'opérations en Europe. Le commandant d'un théâtre d'opérations peut ordonner son effacement ou sa dissimulation. « Dès la fin de la campagne de Normandie, nombre d'équipages de char ne s'embarrassent pas de ces règlements, et font purement et simplement disparaître de leur véhicule l'étoile, qui constituent un désastreux point de repère pour les pointeurs ennemis. Et, lorsque les chars américains traversent la Belgique en septembre 1944, un grand nombre d'entre eux ne portent aucune marque nationale ».

## La remorque
Une remorque fut également étudiée par "Karl K. Probst" et produite par "Bantam Car Company".

## Production

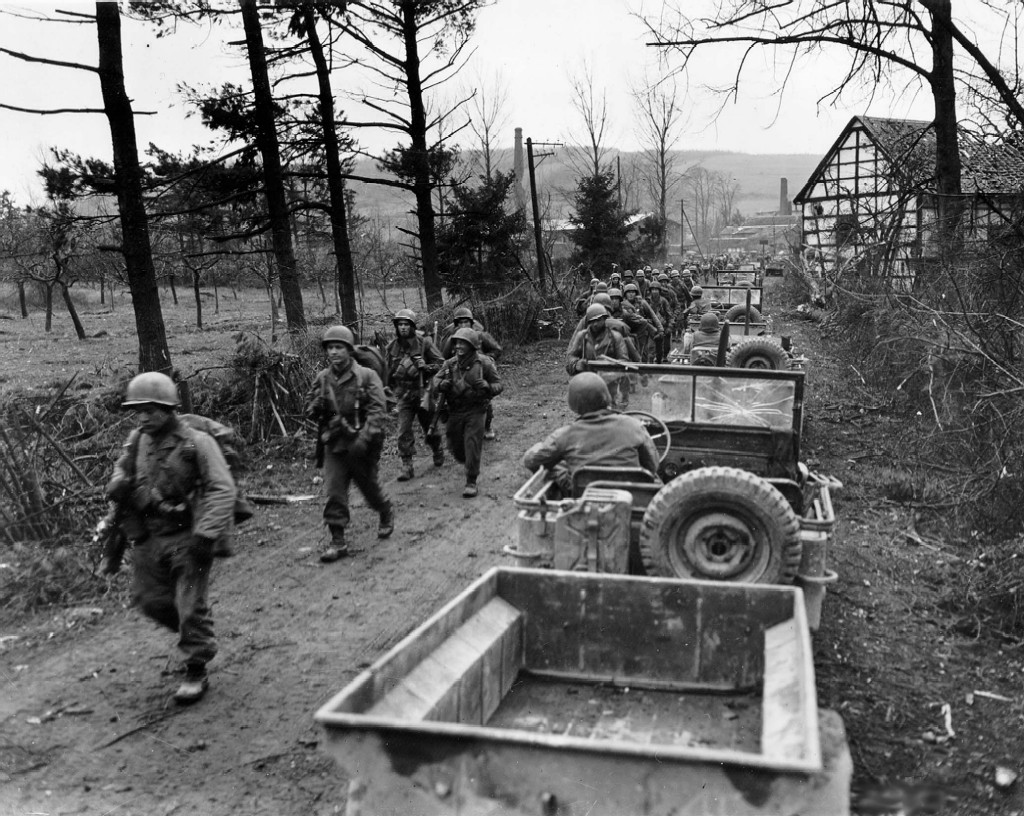
Ces GI's de la 1re division d'infanterie intégrés à la 1re armée en progression vers Frauwullesheim, en Rhénanie du Nord, le 28 février 1945. Ils croisent une colonne de jeeps Willys MB. Y compris le Victory Program, 640000 jeeps seront construites.

| Modèle                                  | Année(s)  | Production                       |
| --------------------------------------- | --------- | -------------------------------- |
| Bantam pilot                            | 1940      | 1                                |
| Bantam Mk II / BRC-60                   | 1940      | 70                               |
| Ford Pygmy                              | 1940      | 1                                |
| Ford Budd                               | 1940      | 1                                |
| Willys Quad                             | 1940      | 2                                |
| Bantam BRC-40                           | 1941      | 2 605                            |
| Ford GP                                 | 1941      | 4 456                            |
| Willys MA                               | 1941      | 1 553                            |
| Willys MB                               | 1942–1945 | 361 339 (335 531 + 25 808 slats) |
| Ford GPW                                | 1942–1945 | 277 896                          |
| Total durant la Seconde Guerre mondiale | 1940–1945 | 647 925                          |
| Autres                                  |           |                                  |
| Ford GPA Seep                           | 1942–1943 | 12 778                           |
| Après-guerre                            |           |                                  |
| Willys M38 (MC)                         | 1950–1952 | 61 423                           |
| Willys M38A1 (MD)                       | 1952–1957 | 101 488                          |
| Willys M606 (CJ-3B)                     | 1953–1968 | ?                                |
| Willys M170                             | 1954–1964 | 6 500                            |

## Galerie

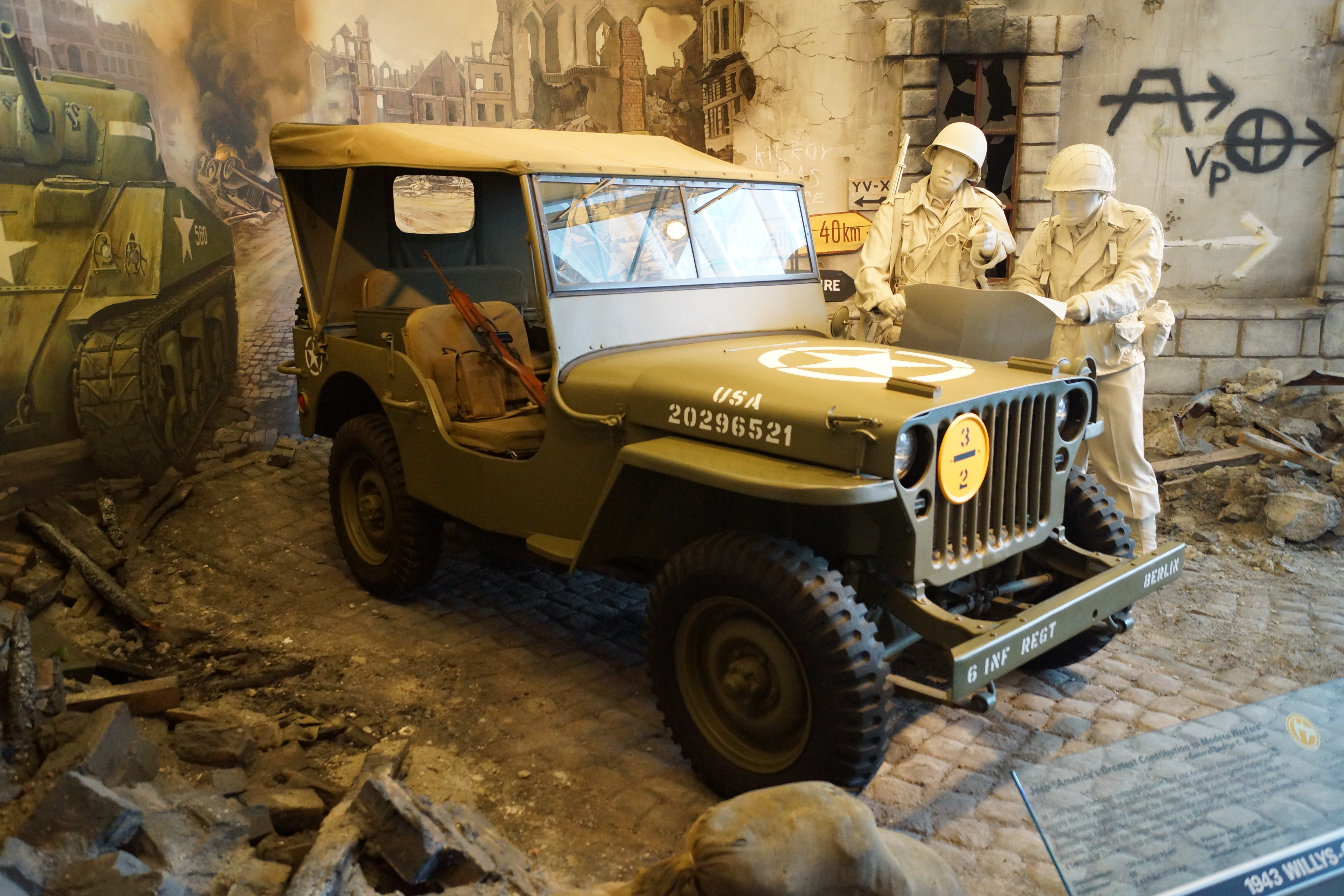
Jepp Willys olive drab avec l'étoile blanche cerclée, l'insigne de grande unité marqué sur le pare-chocs.
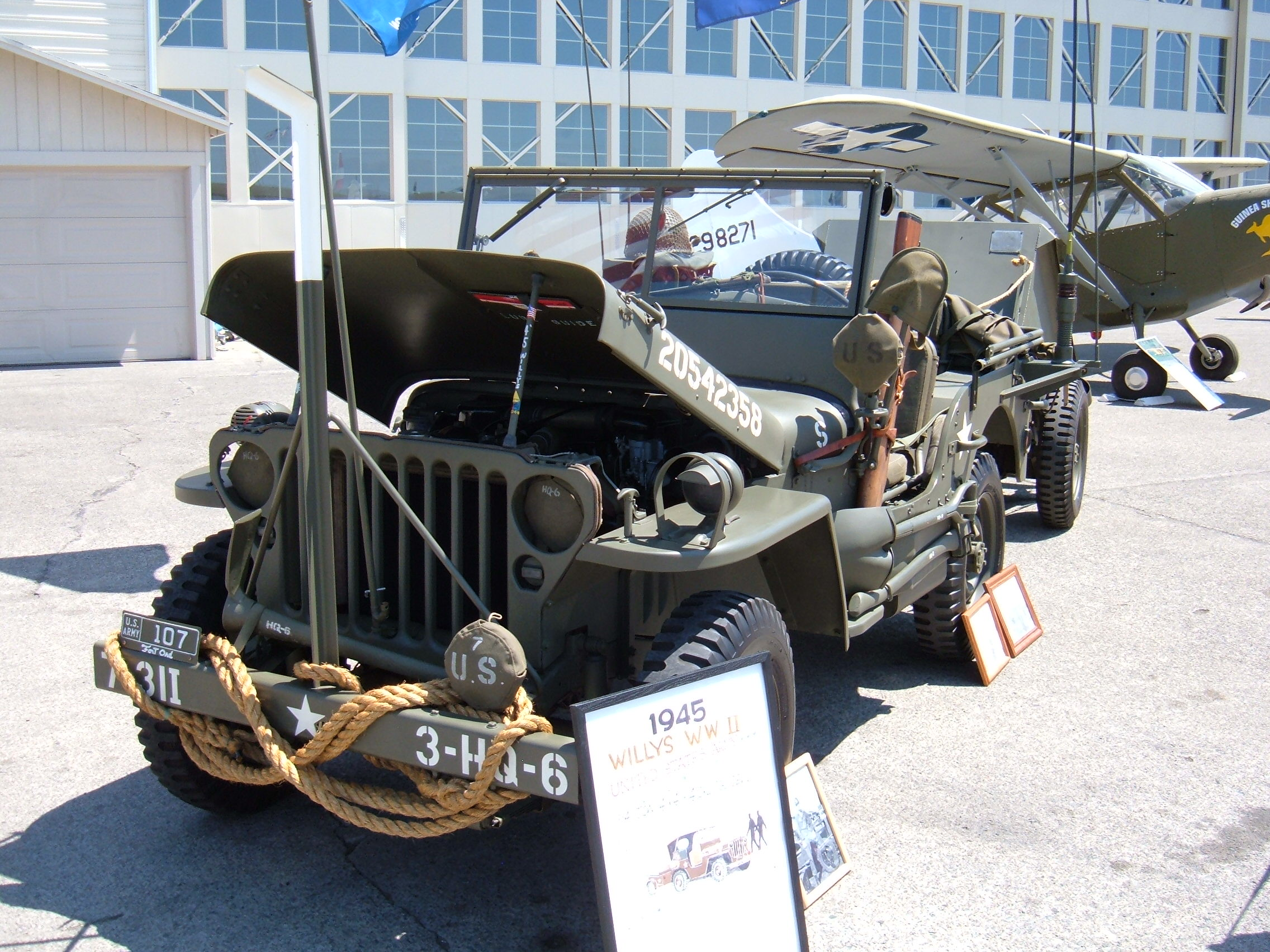
Jepp Willys avec sa remorque, des black-out de calandre, un projecteur de blackout sur l'aile avant gauche et une sirène sur l'aile avant droit[14].
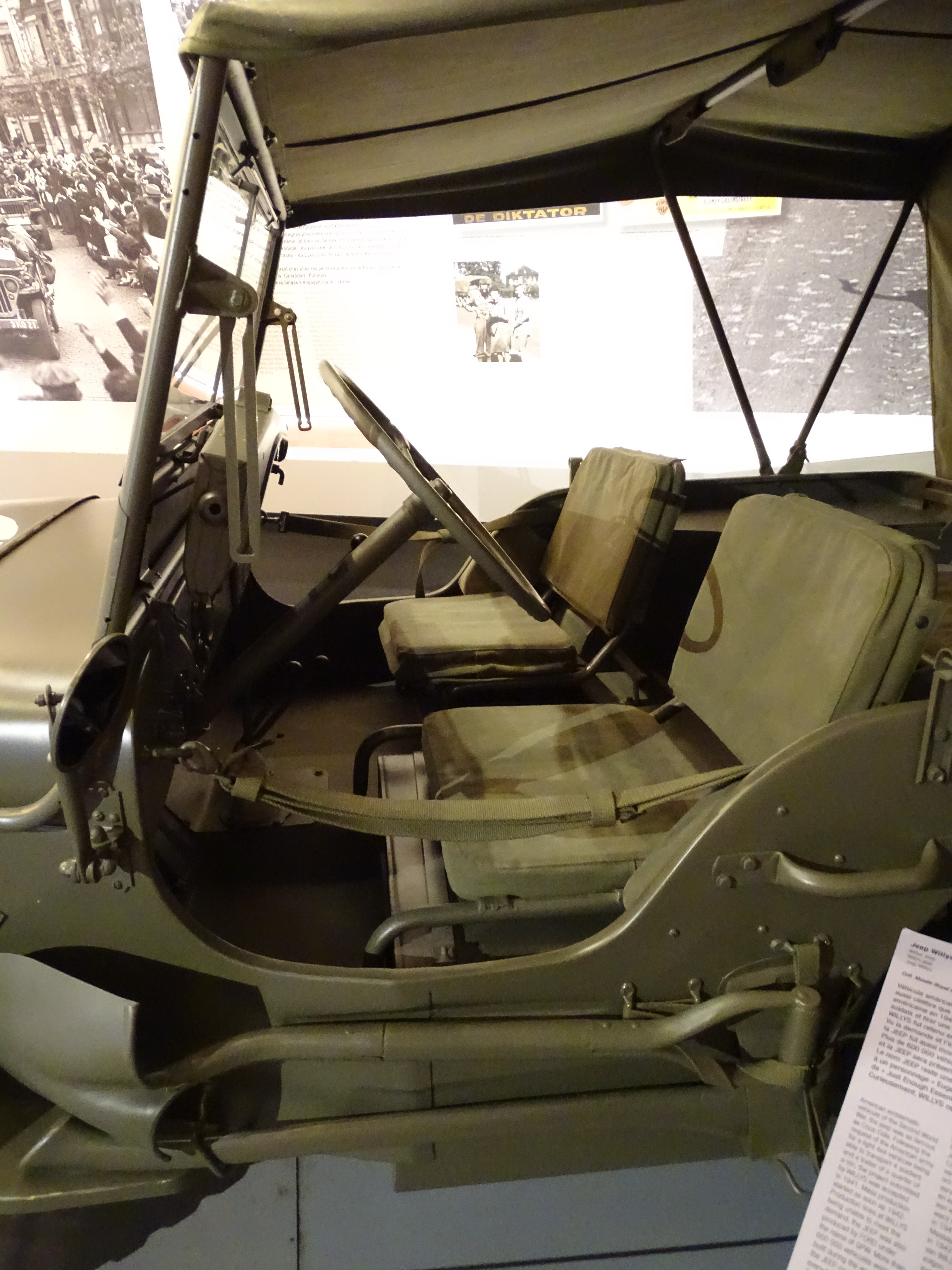
Jepp Willys équipée de son porte-fusil[15] et de son lot de bord pelle/hache arrimé sur le flanc[16].
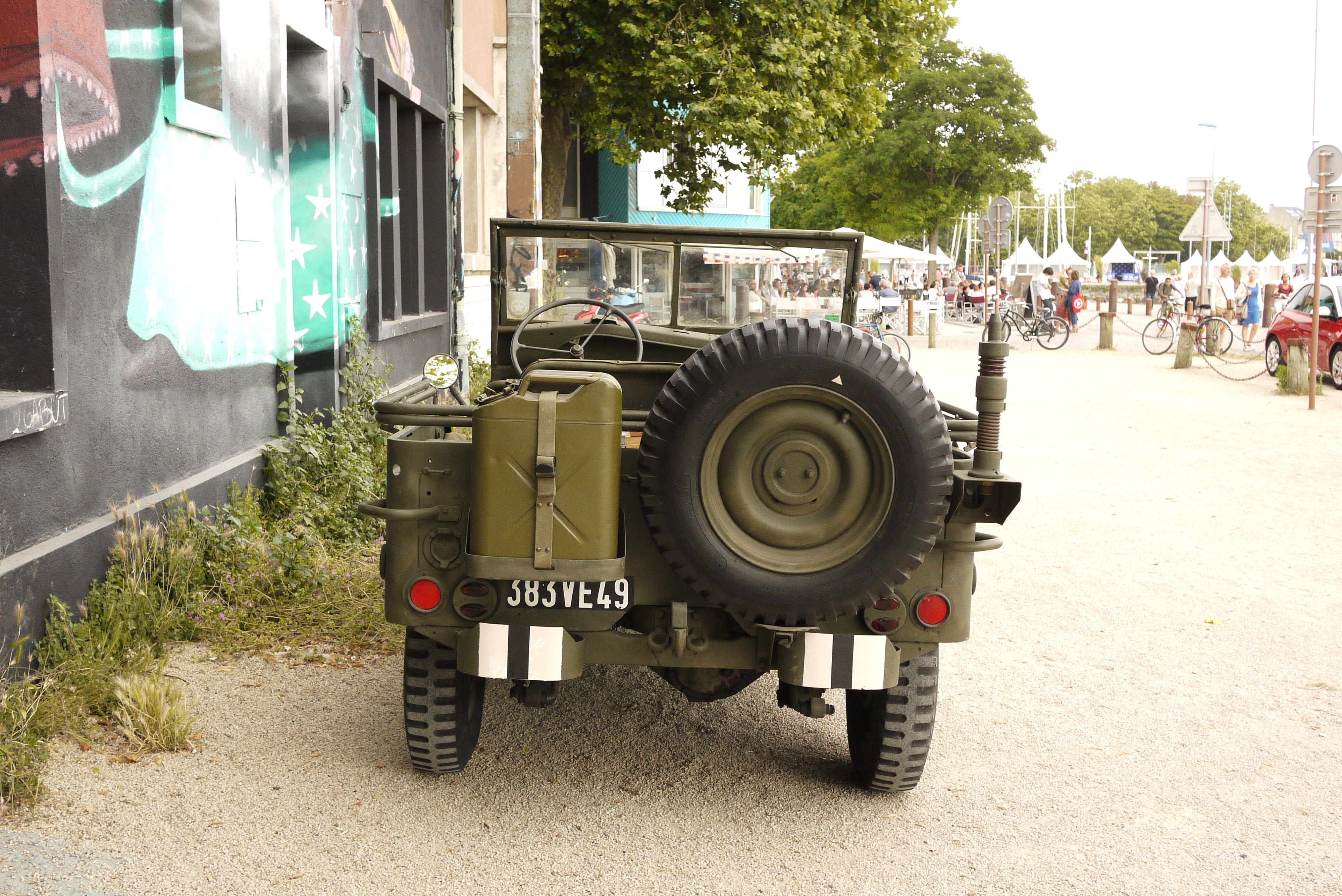
Jepp Willys équipée de son jerrican, sa roue de secours et de son antenne radio à 5 brins.
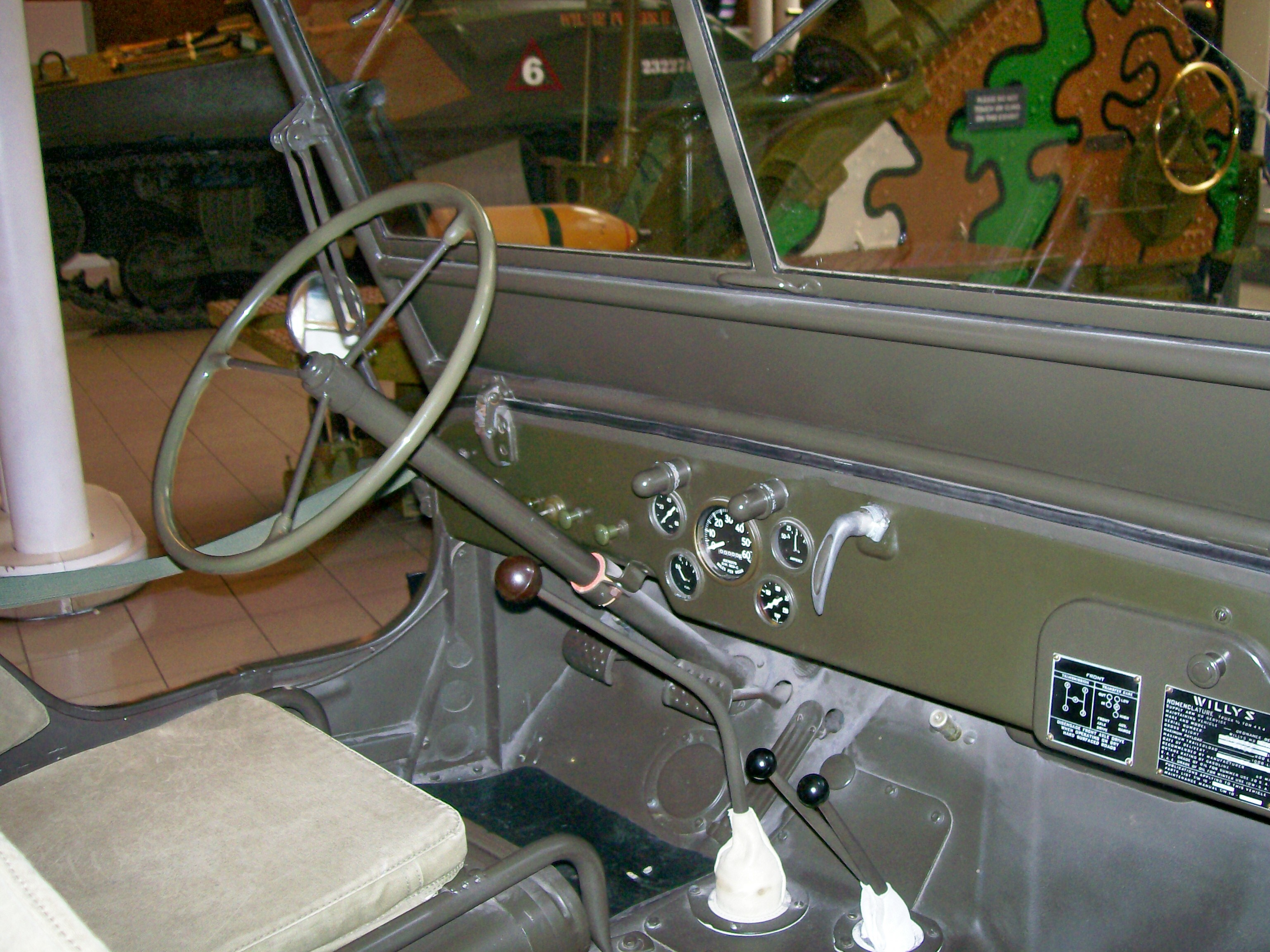
Tableau de bord avec interrupteurs et commandes à tirette, compteur de vitesse et indicateurs, leviers[17], poignée de frein à main.
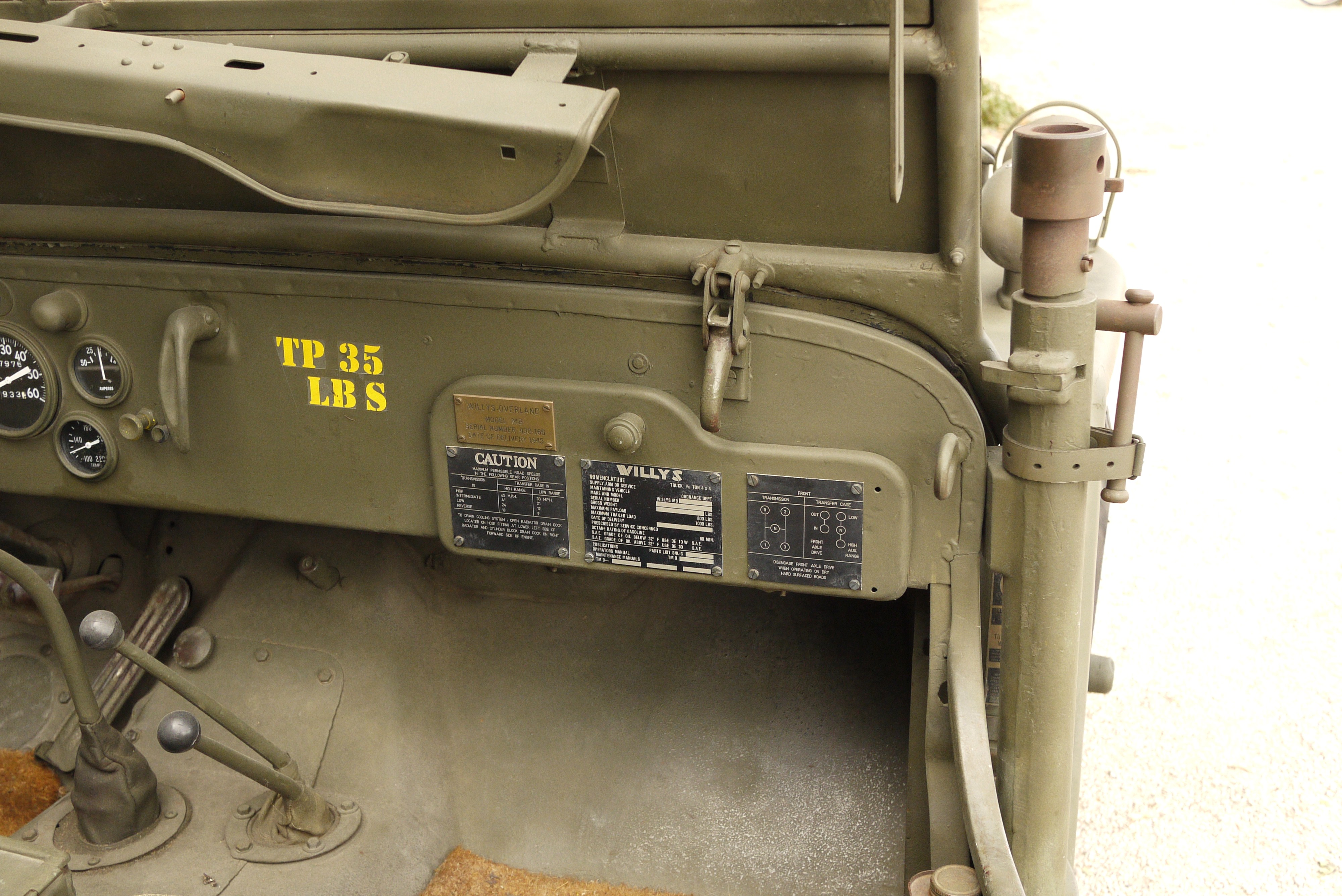
Plaque de recommandations spéciales, plaque nomenclature et instructions pour l'utilisation de la boîte auxiliaire.
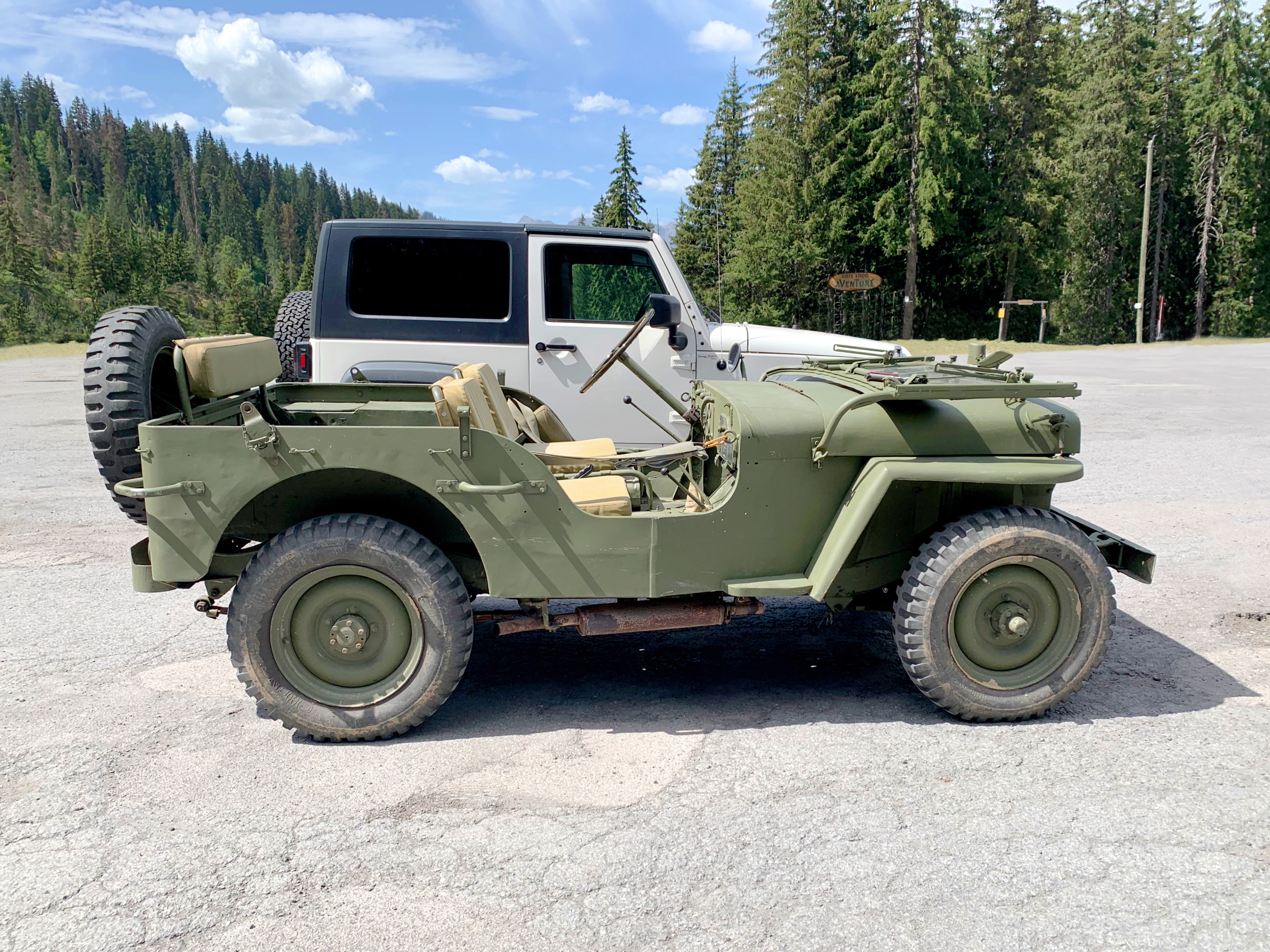
Une Willys MB à côté d’une de ses descendantes, une Jeep Wrangler Sport.